# Genival Lacerda
Genival Lacerda Cavalcante OMC (Campina Grande, 5 de abril de 1931 — Recife, 7 de janeiro de 2021) foi um cantor e compositor brasileiro de forró. Seus principais sucessos são, dentre outros, Severina Xique Xique, De quem é esse jegue? e Radinho de Pilha. Sua carreira começou na Região Nordeste e, ao longo dela, gravou 70 discos.
Morreu devido à complicações da COVID-19, recentemente, participou do filme Foliar Brasil, sem data para estrear nos cinemas.

## Carreira
Na década de 50, foi morar em Pernambuco e, em 1955, decide gravar seu primeiro disco de 78 rotações, obtendo sucesso com a faixa Coco de 56. Em 1964, incentivado por Jackson do Pandeiro, seu concunhado, foi para o Rio de Janeiro, onde trabalhou em casas de forró e chegou a gravar um LP. Contudo, o sucesso só chegou mesmo em 1975, com a música Severina Xique-Xique, cujo verso "ele tá de olho é na butique dela" tornou-se o mais popular do compositor. Graças a essa composição de sua autoria e João Gonçalves, ele vendeu cerca de 800 mil cópias.
Em 1976, lança o disco Vamos Mariquinha, que contém as faixas "É Aí que Você se Engana", "Forró da Gente", "Sanfoneiro Alagoano", "Eu Preciso Namorar" e "A Mulher da Cocada".
Em abril de 2010, a cantora Ivete Sangalo (que se preparava para um show no Madison Square Garden, de Nova Iorque, no fim do mesmo ano), gravou em dueto com o cantor campinense, a música "Chevette da Menina". A música, cuja personagem central se chama Ivete, narra, num tom jocoso e de duplo sentido, a história de uma moça que supostamente empresta seu Chevette a um conhecido e o recebe todo machucado. O refrão diz:
«Coitadinha da Ivete / Facilitou, estragaram seu Chevette / Mas coitadinha da Ivete / Em menos de uma semana estragaram seu Chevette.»
Ainda no decorrer de 2010, outro que também prestou homenagem ao cantor paraibano (desta vez de forma lúdica) foi o apresentador Rodrigo Faro, no seu programa O Melhor do Brasil, na Record.
| “ | Sabe com quem gravei semana passada? Com alguém que eu amo e admiro. Ele é genial! Quando balança aquela pancinha dele, sai de baixo. Só vai dar 'nóis' no São João. | ” |

## Problemas de saúde e morte
Em maio de 2020 o artista sofre um AVC, além disso também sofrendo de Alzheimer, esteve internado na UTI do Hospital Unimed unidade I, em Recife, desde o início de dezembro, por complicações da COVID-19. Morreu em 7 de janeiro de 2021, vítima da doença.

## Discografia
- (2015) Brasil Popular (CD)
- (2012) Canta Luiz Gonzaga (CD)
- (2010) 60 Anos de Forró com muita alegria (CD)
- (2007) Se Não Fosse O Forró - Xique Xique Music (CD)
- (2007) Maristela - MD Music (CD)
- (2007) Ao Vivo No Parque Do Povo Em Campina Grande (CD)
- (2000) Genival Lacerda ao vivo (CD)
- (1998) Tributo a Jackson do Pandeiro - RGE (CD)
- (1997) O Photografo - RGE (CD)
- (1996) O brinquedo da menina - RGE (CD)
- (1995) Forró Dance by Genival Lacerda - Pardadoxx Music (LP/K7/CD)
- (1992) O Rambo Do Sertão - Continental (LP)
- (1991) Aqui só tem forró - Continental (LP)
- (1990) Negócio da China, com aquilo! - Continental (LP)
- (1989) Ripa Na Chulipa - Continental (LP)
- (1988) Galeguim do zoi azu - Continental (LP)
- (1987) A fubica dela - RCA (LP)
- (1986) Hot-Dog Baiano - RCA Camden (LP)
- (1985) Caldinho de mocotó - RCA (LP)
- (1984) Troque as pilhas, só não mate o véio - Copacabana (LP)
- (1983) Presente De Nordestino - Copacabana (LP)
- (1982) Genival Lacerda - Copacabana (LP)
- (1981) Me Dê O Gravador - Copacabana (LP)
- (1980) O rei da munganga {compilação} - Sinter - (LP)
- (1980) As Riquezas Do Brasil - Copacabana (LP)
- (1979) Genival Lacerda - Chantecler (LP)
- (1979) Não Despreze Seu Coroa - Copacabana (LP)
- (1978) Cabeça Chata - Som (LP)
- (1977) O homem que tinha três pontinhos - Copacabana (LP)
- (1976) Vamos Mariquinha - Copacabana (LP)
- (1976) Genival Lacerda {compilação} - Polyfar (LP)
- (1975) Aqui tem catimberê (LP)
- (1974) Ralador de Coco (O Bom) - Tropicana/CBS (LP)
- (1973) Tomaram Meu Amor - {78 rpm compilação} - Rosemblit (LP)
- (1972) Mungangueiro pra daná nº2 - Fontana (LP)
- (1971) Mungangueiro Aloprado - Fontana (LP)
- (1970) O “Senador” Do Rojão – Mungangueiro Pra Daná - Fontana (LP)
- (1970) Genival Lacerda e Lúcio Mauro – As trapalhadas de Cazuza e Seu Barbalho – Música! Alegria! Humorismo! - Fontana (LP)
- (1969) Eu Sou Assim -  Chantecler (LP)
- (1968) O Senador Do Rojão - Chantecler (LP)
- (1966) Este é O Cobra Do Norte - Polydor (LP)
- (1965) Meu Nordeste - Audience / Tropicana (LP)
- (1964) O Rei Da Munganga - Continental (LP)
- (1963) Cajueiro abalou/Tomaram o meu amor - Mocambo (78)
- (1962) Noé, Noé/Coco de roda - Mocambo (78)
- (1962) Vasante da maré/Coco da cajarana - Mocambo (78)
- (1962) Salve Cosme e Damião/Rei do cangaço - Mocambo (78)
- (1962) Mariá/O delegado deu ordem - Mocambo (78)
- (1962) Forró de Zé Lagoa/Maria de Belém - Mocambo (78)
- (1961) Rojão nacional/Eu vou pra Lua - Mocambo (78 + Copacto Duplo)
- (1957) Dança do bombo/Balança o coco - Mocambo (78)
- (1956) Coco de 56/Dance o xaxado - Mocambo (78)

### Filmografia
| Cinema | Cinema                  | Cinema                   | Cinema |
| Ano    | Título                  | Personagem               |        |
| ------ | ----------------------- | ------------------------ | ------ |
| 2009   | O Rei da Munganga       | Ele mesmo (documentário) |        |
| 1990   | Beijo 2348/72           | Cantor de forró          |        |
| 1985   | Made in Brazil          | Cantor de forró          |        |
| 1979   | Vamos Cantar Disco Baby | Cantor de forró          |        |